# Катаро-турецкие отношения
Катаро-турецкие отношения — двусторонние дипломатические отношения между Турцией и Катаром в политической, экономической и иных сферах.

## Политические отношения
В 1973 году состоялось официальное дипломатическое двусторонне признание стран.
Посольство Турция в Катаре открыто в 1980 году (Доха). Посольство Катара в Турции открыто в 1992 году в Анкаре.
23 июля 2007 года открыто консульство Катара в Стамбуле.
В декабре 2013 года было открыто новое здание посольства Турции.
Стимулом развития более тесных отношений между странами стал ряд взаимных визитов на высоком уровне. Визит эмира Хамада бин Халифы Аль Тани в Турцию 25-26 декабря 2001 года проложил путь создания правовой базы экономического сотрудничества. Были подписаны договоры о предотвращении двойного налогообложения, взаимном поощрении и защите инвестиций.
Премьер-министр Реджеп Тайип Эрдоган в сопровождении министра энергетики и министра финансов нанёс официальный визит в Катар 13-15 апреля 2005 года. Премьер-министр Турции также принял участие в Восьмом форуме демократии, развития и свободной торговли в Дохе в качестве основного докладчика. В ходе визитов обе стороны согласились на развитие двухсторонних отношений, особенно в экономической и энергетической сферах, и укрепление сотрудничества в региональных вопросах.
Премьер-министр Катара шейх Хамад бен Джасим бен Джабер Аль Тани посетил с рабочим визитом Турцию 7-8 марта 2007 года.
Президент Турции Абдулла Гюль в сопровождении министра финансов, министра энергетики, министра общественных работ и поселений, большой группой бизнесменов нанёс официальный визит в Катар 5-7 февраля 2008 года, во время которого состоялся 1-й Турецко-катарский бизнес-форум.
В 2014 году между странами создан Высший комитет стратегического сотрудничества.

## Договорно-правовая база
Действуют соглашения о предотвращении двойного налогообложения, взаимном поощрении и защите инвестиций.
14 октября 2022 года подписаны меморандумы о сотрудничестве в области СМИ, культуры, ликвидации последствий стихийных бедствий и чрезвычайных ситуаций.

## В области экономики
В 2010 году объём двусторонней торговли составил 3,4 млрд долл. 
В 2014 году этот объём составил 6,7 млрд долл. При этом, объём экспорта Катара в Турцию составил 1 % от общего объёма экспорта Катара. Объём импорта из Турции в Катар составил 1,5 % от общего объёма импорта.
Структура экспорта Катара: нефть, пластик и изделия из него.
Структура импорта Катара: железо, сталь, электронные устройства, шерстяные изделия.